# نینگبو برد
نینگبو برد (انگلیسی: Ningbo Bird) شرکت تجهیزات مخابراتی چینی است، که در سال ۱۹۹۲ تأسیس شد.